# Odmalea concolor
Odmalea concolor är en insektsart som först beskrevs av Walker 1867.  Odmalea concolor ingår i släktet Odmalea och familjen bärfisar. Inga underarter finns listade i Catalogue of Life.